# Fatuma Abdullahi Insaniya
Fatuma Abdullahi InsLocation (tiếng Somalia: Fadumo Cabdulaahi Insaniiyaa, tiếng Ả Rập: فطومة عبد الله إنسانييا) là một nhà ngoại giao Somalia. Cô là Đại sứ của Somalia tại Hoa Kỳ, có trụ sở tại Đại sứ quán Somalia ở Washington, DC. Được bổ nhiệm vào ngày 2 tháng 4 năm 2015, cô là người phụ nữ đầu tiên được chỉ định vào văn phòng, cô đến từ bang phụ Dir của Surre 